# Les Cadets de l'océan
Pour plus de détails, voir Fiche technique et Distribution.
Les Cadets de l'Océan est un film français de Jean Dréville tourné de 1942 à 1943 et sorti en salle en 1945.

## Synopsis
Le film relate la vie à bord d'un navire-école, et aborde allègrement le thème des amitiés, brimades, l'entraînement militaire des mousses.

## Fiche technique
- Titre : Les Cadets de l'Océan
- Réalisation : Jean Dréville, assisté de Stany Cordier
- Scénario : Jean Bernard-Luc
- Musique : Vincent Scotto
- Photographie : André Thomas
- Cadreur : Marcel Weiss
- Montage : Raymond Lamy
- Société de production : Société des Établissements L. Gaumont
- Pays :  France
- Format :  Son mono - 35 mm - Noir et blanc - 1,37:1
- Durée : 92 minutes
- Genre : Comédie
- Date de sortie : 
  - France : 14 novembre 1945
- Affiche : Roger Cartier (France) [1]

## Distribution
- Jean Pâqui : Laurent Le Gall
- Blanchette Brunoy : Marie
- Jean Claudio : Michel
- Thomy Bourdelle : Le quartier-maître Gueguen
- Marcel Mouloudji : Passicot
- René Clermont : Le Dréan
- Robert Rollis : Cazalet
- Daniel Gélin : Philippe Dermantes
- Jean Buquet : Le Faouët
- Roger Périan : Radio Poulaine
- Jean Gaven : Albertini, dit Tino
- Romain Lesage : La sentinelle
- Isabelle Baud : La sœur de Marie
- Fernand Sardou : Auguste
- Jacques Sigurd : Fustel

## Autour du film
Le film, tourné en zone Sud, fut interdit par les Allemands, puis à la Libération par les Américains 